# Vem de Lá
Vem de Lá é uma canção da cantora brasileira de axé music Gil, lançada em 10 de abril de 2005 como segundo single de seu terceiro álbum de estúdio intitulado O Canto da Sereia.

## Composição
A canção foi composta por Átila, conhecido posteriormente pelo trabalho realizado com o cantor Tomate na canção "Eu Te Amo Porra", e produzida por Júlio Teixeira, famoso por trabalhar com Jorge Aragão, Cheiro de Amor, Netinho e Carlinhos Brown.

## Recepção da crítica
Egídio Leitão do portal Música Brasileira declarou que a canção, assim como as outras do disco, mostra uma mistura de ritmos eletrizantes, focando sempre no tema verão, acrescentando que a faixa é perfeita para se levar em uma viagem ou uma festa na piscina onde precise de animação.

## Desempenho nas tabelas
| Paradas (2005)          | Posição |
| ----------------------- | ------- |
| Brasil — Hot 100 Brasil | 37      |

## Histórico de lançamento
| País   | Data                | Formato                   | Gravadora |
| ------ | ------------------- | ------------------------- | --------- |
| Brasil | 10 de abril de 2005 | download digital, Airplay | EMI       |